# Jacob Leonard de Bruyn Kops

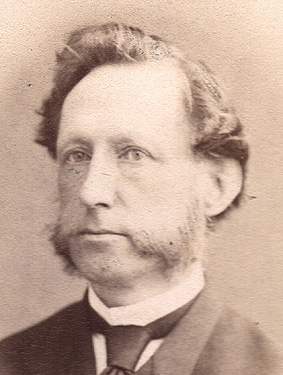
Jacob Leonard de Bruyn Kops.

Jacob Leonard de Bruyn Kops, född 22 december 1822 i Haarlem, död 1 oktober 1887 i Haag, var en nederländsk nationalekonom och statistiker. Han var son till Cornelis Johan de Bruyn Kops.
Bruyn Kops studerade 1840–1847 juridik i Leiden, där han blev juris doktor. Han var därefter verksam som advokat och var 1851–1864 tjänsteman vid nederländska finansministeriet. Åren 1864–1868 var han professor vid tekniska högskolan i Delft. Åren 1868–1884 var han liberal ledamot av Generalstaternas andra kammare, där han var anhängare till Jan Kappeyne van de Coppello och främst ägnade sig åt frågor rörande handel, transport och industri. Han engagerade sig även i bostadsbyggande.
Bruyn Kops grundlade 1852 den tongivande, internationellt väl ansedda månadstidskriften De Economist, i vilken han publicerade ett stort antal artiklar om tull- och  skattefrågor. Han författade även en lärobok i ekonomi och var en av grundarna av Vereniging voor Statistiek.